# Rally de Polonia de 2025
El Rally de Polonia de 2025, oficialmente 81. ORLEN OIL Rally Poland - Rajd Polski, fue la octogésimo primera novena edición y la cuarta ronda de la temporada 2025 del Campeonato de Europa de Rally. Se celebró del 13 al 15 de junio y contó con un itinerario de catorce tramos sobre tierra que sumaban un total de 190,40 km cronometrados. Fue también la cuarta ronda de los campeonatos ERC3 y ERC4 y la tercera del Júnior ERC.
Esta edición quedó marcada por el trágico fallecimiento del italiano Matteo Doretto. Doretto de 21 años y campeón júnior de Italia en 2024, perdió la vida cuando su Peugeot 208 Rally4 se estrelló contra un árbol durante los entrenamientos previos al evento. Su copiloto, Samuele Pellegrino, de 26 años, logró salir del auto por sus propios medios.
Mārtiņš Sesks realizó una impresionante actuación en su regreso al Campeonato de Europa de Rally para lograr una imponente victoria en el Rally de Polonia. Sesks apenas tuvo rivales en las rápidas especiales de tierra de Polonia, marcando nueve tiempos rápidos en las 14 especiales para lograr su segunda victoria en este evento, tras su triunfo en 2023. Esta fue la cuarta victoria del letón en el ERC. Sesks y su copiloto Renārs Francis llevaron su Škoda Fabia RS Rally2, equipado con neumáticos MRF y preparado por el SRT a la victoria con un 1 minuto y 06,3 segundos de ventaja sobre el héroe local y aspirante al título, Mikołaj Marczyk, con Jon Armstrong, del M-Sport-Ford World Rally Team, tercero, a 1 minuto y 15,8 segundos.
En las categorías inferiores, el joven local Tymoteusz Abramowski logró su segunda victoria consecutiva en la categoría, por delante del fines Ville Vatanen y del francés Tristan Charpentier, repitiendo exactamente el mismo podio de la ronda anterior en Suecia. En el ERC4 y en ERC Junior, el sueco Calle Carlberg logró la victoria en ambas categorías, el británico Ioan Lloyd terminó en la segunda posición a más de dos minutos de Carlsberg. El último escalón del podio fue para el fines Tuukka Kauppinen quien consiguió el primer podio del Lancia Ypsilon Rally4 HF.

## Lista de inscritos
| Num.                     | Piloto               | Copiloto              | Automóvil                | Equipo                           |
| ------------------------ | -------------------- | --------------------- | ------------------------ | -------------------------------- |
| 1                        | Roope Korhonen       | Anssi Viinikka        | Toyota GR Yaris Rally2   | Team MRF Tyres                   |
| 2                        | Mārtiņš Sesks        | Renārs Francis        | Škoda Fabia RS Rally2    | Team MRF Tyres                   |
| 3                        | Mikołaj Marczyk      | Szymon Gospodarczyk   | Škoda Fabia RS Rally2    | Mikołaj Marczyk                  |
| 4                        | Mads Østberg         | Giovanni Bernacchini  | Citroën C3 Rally2        | TRT Rally Team                   |
| 5                        | Andrea Mabellini     | Virginia Lenzi        | Škoda Fabia RS Rally2    | Andrea Mabellini                 |
| 6                        | Isak Reiersen        | Stefan Gustavsson     | Škoda Fabia RS Rally2    | Isak Reiersen                    |
| 7                        | Mille Johansson      | Johan Grönvall        | Škoda Fabia RS Rally2    | Mille Johansson                  |
| 8                        | Jon Armstrong        | Shane Byrne           | Ford Fiesta Rally2       | M-Sport Ford WRT                 |
| 9                        | Jos Verstappen       | Renaud Jamoul         | Škoda Fabia RS Rally2    | Jos Verstappen                   |
| 10                       | Stéphane Lefebvre    | Andy Malfoy           | Toyota GR Yaris Rally2   | MRF Tyres Dealer Team            |
| 11                       | "Sasa"               | Rebeka Ollé           | Škoda Fabia RS Rally2    | Treff-Autóház Kft.               |
| 12                       | Simone Tempestini    | Sergiu Itu            | Škoda Fabia RS Rally2    | Team MRF Tyres                   |
| 14                       | Jakub Matulka        | Damian Syty           | Škoda Fabia RS Rally2    | Jakub Matulka                    |
| 15                       | Philip Allen         | Craig Drew            | Škoda Fabia RS Rally2    | Philip Allen                     |
| 16                       | Roberto Blach Jr.    | Mauro Barreiro        | Škoda Fabia RS Rally2    | Roberto Blach Jr.                |
| 17                       | Martin Vlček         | Jakub Kunst           | Hyundai i20 N Rally2     | Kowax DST Racing                 |
| 18                       | András Hadik         | István Juhász         | Ford Fiesta Rally2       | B-A Promotion Kft.               |
| 19                       | Max McRae            | Cameron Fair          | Citroën C3 Rally2        | MRF Tyres Dealer Team            |
| 20                       | Martin László        | Viktor Bán            | Škoda Fabia RS Rally2    | Topp-Cars Rally Team             |
| 21                       | Jarosław Szeja       | Marcin Szeja          | Škoda Fabia RS Rally2    | Turán Motorsport SE              |
| 22                       | Grzegorz Grzyb       | Adam Binięda          | Škoda Fabia RS Rally2    | Grzegorz Grzyb                   |
| 23                       | Jakub Brzeziński     | Jakub Gerber          | Citroën C3 Rally2        | IS Racing                        |
| 24                       | Jarosław Kołtun      | Ireneusz Pleskot      | Škoda Fabia RS Rally2    | J2X Rally Team                   |
| 25                       | Zbigniew Gabryś      | Daniel Dymurski       | Škoda Fabia RS Rally2    | J2X Rally Team                   |
| 26                       | Łukasz Byśkiniewicz  | Daniel Siatkowski     | Škoda Fabia Rally2 evo   | Kowax DST Racing                 |
| 27                       | Krzysztof Bubik      | Adrian Sadowski       | Škoda Fabia R5           | Pécsi Sport Nonprofit Zrt.       |
| 28                       | Piotr Krotoszyński   | Łukasz Jastrzębski    | Škoda Fabia Rally2 evo   | Borsod Talent MSE                |
| 29                       | David Tomek          | Vítězslav Baďura      | Škoda Fabia Rally2 evo   | Top Trans Highway s.r.o.         |
| 30                       | Tomasz Ociepa        | Paweł Pochroń         | Škoda Fabia Rally2 evo   | Tradepol Rally Team              |
| 31                       | Dariusz Biedrzyński  | Rafał Fiołek          | Hyundai i20 N Rally2     | Kowax DST Racing                 |
| 32                       | Wojciech Musiał      | Konrad Dudziński      | Škoda Fabia Rally2 evo   | Wojciech Musiał                  |
| 33                       | Tristan Charpentier  | Florian Barral        | Ford Fiesta Rally3       | Tristan Charpentier              |
| 34                       | Igor Widłak          | Daniel Dymurski       | Ford Fiesta Rally3       | Grupa PGS RT                     |
| 35                       | Tymoteusz Abramowski | Jakub Wróbel          | Ford Fiesta Rally3       | Tymoteusz Abramowski             |
| 36                       | Adrian Rzeźnik       | Kamil Kozdroń         | Ford Fiesta Rally3       | Adrian Rzeźnik                   |
| 37                       | Ville Vatanen        | Jarno Ottman          | Renault Clio Rally3      | Ville Vatanen                    |
| 38                       | Błażej Gazda         | Michał Jurgała        | Renault Clio Rally3      | Błażej Gazda                     |
| 39                       | Hubert Kowalczyk     | Jarosław Hryniuk      | Renault Clio Rally3      | Hubert Kowalczyk                 |
| 40                       | Esmar-Arnold Unt     | Denisa-Alexia Parteni | Ford Fiesta Rally3       | CRC Rally Team                   |
| 41                       | Casey Jay Coleman    | Killian McArdle       | Ford Fiesta Rally3       | Casey Jay Coleman                |
| 42                       | Adam Grahn           | Christoffer Bäck      | Ford Fiesta Rally3       | Adam Grahn                       |
| 43                       | Adam Sroka           | Patryk Kielar         | Ford Fiesta Rally3       | Adam Sroka                       |
| 44                       | Adrian Łabuda        | Michał Kuśnierz       | Ford Fiesta Rally3       | Adrian Łabuda                    |
| 45                       | Tadeusz Bieńko       | Szymon Marciniak      | Ford Fiesta Rally3       | Tadeusz Bieńko                   |
| 46                       | Calle Carlberg       | Jørgen Eriksen        | Opel Corsa Rally4        | ADAC Opel Rallye Junior Team     |
| 47                       | Jaspar Vaher         | Sander Pruul          | Lancia Ypsilon Rally4 HF | Team Estonia Autosport           |
| 48                       | Sergi Pérez Jr.      | Axel Coronado         | Peugeot 208 Rally4       | RACC Motorsport                  |
| 49                       | Matteo Doretto       | Samuele Pellegrino    | Peugeot 208 Rally4       | Matteo Doretto                   |
| 50                       | Ioan Lloyd           | Sion Williams         | Peugeot 208 Rally4       | Ioan Lloyd                       |
| 51                       | Victor Hansen        | Ditte Kammersgaard    | Peugeot 208 Rally4       | Victor Hansen                    |
| 52                       | Craig Rahill         | Conor Smith           | Peugeot 208 Rally4       | Motorsport Ireland Rally Academy |
| 53                       | Luca Pröglhöf        | Christina Ettel       | Opel Corsa Rally4        | ADAC Opel Rallye Junior Team     |
| 54                       | Leevi Lassila        | Antti Linnaketo       | Opel Corsa Rally4        | IK Sport Racing                  |
| 55                       | Tommaso Sandrin      | Andrea Dal Maso       | Peugeot 208 Rally4       | Tommaso Sandrin                  |
| 56                       | Aoife Raftery        | Hannah McKillop       | Peugeot 208 Rally4       | HRT Racing Kft.                  |
| 57                       | Keelan Grogan        | Ayrton Sherlock       | Peugeot 208 Rally4       | Motorsport Ireland Rally Academy |
| 58                       | Simon Andersson      | Jörgen Jönsson        | Opel Corsa Rally4        | Simon Andersson                  |
| 59                       | Tuukka Kauppinen     | Veli-Pekka Karttunen  | Lancia Ypsilon Rally4 HF | Tuukka Kauppinen                 |
| 60                       | Maxim Decock         | Tom Buyse             | Opel Corsa Rally4        | Maxim Decock                     |
| 61                       | Artur Luca           | Vlad Colceriu         | Renault Clio Rally5      | Artur Luca                       |
| 62                       | Mark-Egert Tiits     | Rainis Raidma         | Ford Fiesta Rally4       | Team Estonia Autosport           |
| 63                       | Francesco Dei Ceci   | Nicolò Lazzarini      | Peugeot 208 Rally4       | Francesco Dei Ceci               |
| 64                       | Brendan Cumiskey     | Arthur Kierans        | Ford Fiesta Rally4       | Brendan Cumiskey                 |
| Fuente: ewrc-results.com |                      |                       |                          |                                  |

## Itinerario
| Día                     | Tramo | Nombre                        | Distancia | Ganador de la etapa | Automóvil              | Tiempo  | Líder de la general |
| ----------------------- | ----- | ----------------------------- | --------- | ------------------- | ---------------------- | ------- | ------------------- |
| Día 1 (13 de junio)     | -     | Baranowo (Shakedown)          | 6.30 km   | Mārtiņš Sesks       | Škoda Fabia RS Rally2  | 3:25.6  | -                   |
| Día 1 (13 de junio)     | SS1   | Mikołajki Arena 1             | 2.50 km   | Mikołaj Marczyk     | Škoda Fabia RS Rally2  | 1:46.6  | Mikołaj Marczyk     |
| Día 2 (14 de junio)     | SS2   | Świętajno 1                   | 16.30 km  | Mārtiņš Sesks       | Škoda Fabia RS Rally2  | 8:27.8  | Mārtiņš Sesks       |
| Día 2 (14 de junio)     | SS3   | Olecko 1                      | 20.00 km  | Roope Korhonen      | Toyota GR Yaris Rally2 | 10:17.2 | Mārtiņš Sesks       |
| Día 2 (14 de junio)     | SS4   | Stare Juchy 1                 | 13.60 km  | Mārtiņš Sesks       | Škoda Fabia RS Rally2  | 6:59.0  | Mārtiņš Sesks       |
| Día 2 (14 de junio)     | SS5   | Świętajno 2                   | 16.30 km  | Mārtiņš Sesks       | Škoda Fabia RS Rally2  | 8:29.1  | Mārtiņš Sesks       |
| Día 2 (14 de junio)     | SS6   | Olecko 2                      | 20.00 km  | Mārtiņš Sesks       | Škoda Fabia RS Rally2  | 10:06.2 | Mārtiņš Sesks       |
| Día 2 (14 de junio)     | SS7   | Stare Juchy 2                 | 13.60 km  | Mārtiņš Sesks       | Škoda Fabia RS Rally2  | 6:48.8  | Mārtiņš Sesks       |
| Día 2 (14 de junio)     | SS8   | Mikołajki Arena 2             | 2.50 km   | Andrea Mabellini    | Škoda Fabia RS Rally2  | 1:46.0  | Mārtiņš Sesks       |
| Día 3 (15 de junio)     | SS9   | Mikołajki 1                   | 7.60 km   | Isak Reiersen       | Škoda Fabia RS Rally2  | 3:32.5  | Mārtiņš Sesks       |
| Día 3 (15 de junio)     | SS10  | Pozezdrze 1                   | 20.00 km  | Jon Armstrong       | Ford Fiesta Rally2     | 9:59.4  | Mārtiņš Sesks       |
| Día 3 (15 de junio)     | SS11  | Gmina Mrągowo 1               | 15.20 km  | Mārtiņš Sesks       | Škoda Fabia RS Rally2  | 8:09.6  | Mārtiņš Sesks       |
| Día 3 (15 de junio)     | SS12  | Mikołajki 2                   | 7.60 km   | Mārtiņš Sesks       | Škoda Fabia RS Rally2  | 3:26.9  | Mārtiņš Sesks       |
| Día 3 (15 de junio)     | SS13  | Pozezdrze 2                   | 20.00 km  | Mārtiņš Sesks       | Škoda Fabia RS Rally2  | 9:51.1  | Mārtiņš Sesks       |
| Día 3 (15 de junio)     | SS14  | Gmina Mrągowo 2 (Power Stage) | 15.20 km  | Mārtiņš Sesks       | Škoda Fabia RS Rally2  | 8:05.0  | Mārtiņš Sesks       |
| Fuente:ewrc-results.com |       |                               |           |                     |                        |         |                     |

### Power stage
El power stage fue un tramo de 15,20 km. Se otorgaron puntos adicionales a los cinco más rápidos.
| Pos. | Piloto            | Copiloto          | Tiempo | Diferencia | Puntos |
| ---- | ----------------- | ----------------- | ------ | ---------- | ------ |
| 1    | Mārtiņš Sesks     | Renārs Francis    | 8:05.0 | 0.0        | 5      |
| 2    | Jon Armstrong     | Shane Byrne       | 8:15.3 | +10.3      | 4      |
| 3    | Simone Tempestini | Sergiu Itu        | 8:15.8 | +10.8      | 3      |
| 4    | Andrea Mabellini  | Virginia Lenzi    | 8:17.0 | +12.0      | 2      |
| 5    | Isak Reiersen     | Stefan Gustavsson | 8:17.9 | +12.9      | 1      |

## Clasificación final
| Pos.                     | Piloto               | Copiloto              | Automóvil                | Tiempo    | Diferencia | Puntos  |
| General                  | General              | General               | General                  | General   | General    | General |
| ------------------------ | -------------------- | --------------------- | ------------------------ | --------- | ---------- | ------- |
| 1.                       | Mārtiņš Sesks        | Renārs Francis        | Škoda Fabia RS Rally2    | 1:37:56.4 | 0.0        | 30      |
| 2.                       | Mikołaj Marczyk      | Szymon Gospodarczyk   | Škoda Fabia RS Rally2    | 1:39:02.7 | +1:06.3    | 24      |
| 3.                       | Jon Armstrong        | Shane Byrne           | Ford Fiesta Rally2       | 1:39:12.2 | +1:15.8    | 21      |
| 4.                       | Isak Reiersen        | Stefan Gustavsson     | Škoda Fabia RS Rally2    | 1:39:34.3 | +1:37.9    | 19      |
| 5.                       | Mads Østberg         | Giovanni Bernacchini  | Citroën C3 Rally2        | 1:39:51.3 | +1:54.9    | 17      |
| 6.                       | Simone Tempestini    | Sergiu Itu            | Škoda Fabia RS Rally2    | 1:40:30.8 | +2:34.4    | 15      |
| 7.                       | Mille Johansson      | Johan Grönvall        | Škoda Fabia RS Rally2    | 1:40:34.7 | +2:38.3    | 13      |
| 8.                       | Andrea Mabellini     | Virginia Lenzi        | Škoda Fabia RS Rally2    | 1:40:46.0 | +2:49.6    | 11      |
| 9.                       | Jakub Matulka        | Damian Syty           | Škoda Fabia RS Rally2    | 1:41:28.6 | +3:32.2    | 9       |
| 10.                      | Krzysztof Bubik      | Adrian Sadowski       | Škoda Fabia R5           | 1:42:53.1 | +4:56.7    | 7       |
| 11.                      | Max McRae            | Cameron Fair          | Citroën C3 Rally2        | 1:43:26.0 | +5:29.6    | 5       |
| 12.                      | Jakub Brzeziński     | Jakub Gerber          | Citroën C3 Rally2        | 1:43:38.1 | +5:41.7    | 4       |
| 13.                      | Łukasz Byśkiniewicz  | Daniel Siatkowski     | Škoda Fabia Rally2 evo   | 1:44:59.0 | +7:02.6    | 3       |
| 14.                      | Roberto Blach Jr.    | Mauro Barreiro        | Škoda Fabia RS Rally2    | 1:45:45.0 | +7:48.6    | 2       |
| 15.                      | Tymoteusz Abramowski | Jakub Wróbel          | Ford Fiesta Rally3       | 1:46:15.9 | +8:19.5    | 1       |
| ERC3                     |                      |                       |                          |           |            |         |
| 1.                       | Tymoteusz Abramowski | Jakub Wróbel          | Ford Fiesta Rally3       | 1:46:15.9 | 0.0        | 30      |
| 2.                       | Ville Vatanen        | Jarno Ottman          | Renault Clio Rally3      | 1:46:33.0 | +17.1      | 24      |
| 3.                       | Tristan Charpentier  | Florian Barral        | Ford Fiesta Rally3       | 1:46:37.3 | +21.4      | 21      |
| 4.                       | Adrian Łabuda        | Michał Kuśnierz       | Ford Fiesta Rally3       | 1:49:51.5 | +3:35.6    | 19      |
| 5.                       | Hubert Kowalczyk     | Jarosław Hryniuk      | Renault Clio Rally3      | 1:50:30.4 | +4:14.5    | 17      |
| 6.                       | Casey Jay Coleman    | Killian McArdle       | Ford Fiesta Rally3       | 1:52:26.9 | +6:11.0    | 15      |
| 7.                       | Błażej Gazda         | Michał Jurgała        | Renault Clio Rally3      | 1:53:24.5 | +7:08.6    | 13      |
| 8.                       | Igor Widłak          | Daniel Dymurski       | Ford Fiesta Rally3       | 1:53:31.7 | +7:15.8    | 11      |
| 9.                       | Tadeusz Bieńko       | Szymon Marciniak      | Ford Fiesta Rally3       | 1:54:33.6 | +8:17.7    | 9       |
| 10.                      | Adam Grahn           | Christoffer Bäck      | Ford Fiesta Rally3       | 2:21:02.2 | +34:46.3   | 7       |
| 11.                      | Esmar-Arnold Unt     | Denisa-Alexia Parteni | Ford Fiesta Rally3       | 3:00:43.7 | +1:14:27.8 | 5       |
| ERC4                     |                      |                       |                          |           |            |         |
| 1.                       | Calle Carlberg       | Jørgen Eriksen        | Opel Corsa Rally4        | 1:50:58.9 | 0.0        | 30      |
| 2.                       | Ioan Lloyd           | Sion Williams         | Peugeot 208 Rally4       | 1:53:22.0 | +2:23.1    | 24      |
| 3.                       | Tuukka Kauppinen     | Veli-Pekka Karttunen  | Lancia Ypsilon Rally4 HF | 1:54:06.4 | +3:07.5    | 21      |
| 4.                       | Aoife Raftery        | Hannah McKillop       | Peugeot 208 Rally4       | 1:54:37.0 | +3:38.1    | 19      |
| 5.                       | Mark-Egert Tiits     | Rainis Raidma         | Ford Fiesta Rally4       | 1:55:59.3 | +5:00.4    | 17      |
| 6.                       | Sergi Pérez Jr.      | Axel Coronado         | Peugeot 208 Rally4       | 1:57:13.7 | +6:14.8    | 15      |
| 7.                       | Victor Hansen        | Ditte Kammersgaard    | Peugeot 208 Rally4       | 1:57:16.5 | +6:17.6    | 13      |
| 8.                       | Keelan Grogan        | Ayrton Sherlock       | Peugeot 208 Rally4       | 1:59:19.6 | +8:20.7    | 11      |
| 9.                       | Francesco Dei Ceci   | Nicolò Lazzarini      | Peugeot 208 Rally4       | 2:02:54.6 | +11:55.7   | 9       |
| 10.                      | Simon Andersson      | Jörgen Jönsson        | Opel Corsa Rally4        | 2:10:09.2 | +19:10.3   | 7       |
| 11.                      | Artur Luca           | Vlad Colceriu         | Renault Clio Rally5      | 2:13:50.0 | +22:51.1   | 5       |
| 12.                      | Leevi Lassila        | Antti Linnaketo       | Opel Corsa Rally4        | 2:33:23.3 | +42:24.4   | 4       |
| Junior ERC               |                      |                       |                          |           |            |         |
| 1.                       | Calle Carlberg       | Jørgen Eriksen        | Opel Corsa Rally4        | 1:50:58.9 | 0.0        | 30      |
| 2.                       | Ioan Lloyd           | Sion Williams         | Peugeot 208 Rally4       | 1:53:22.0 | +2:23.1    | 24      |
| 3.                       | Tuukka Kauppinen     | Veli-Pekka Karttunen  | Lancia Ypsilon Rally4 HF | 1:54:06.4 | +3:07.5    | 21      |
| 4.                       | Aoife Raftery        | Hannah McKillop       | Peugeot 208 Rally4       | 1:54:37.0 | +3:38.1    | 19      |
| 5.                       | Mark-Egert Tiits     | Rainis Raidma         | Ford Fiesta Rally4       | 1:55:59.3 | +5:00.4    | 17      |
| 6.                       | Sergi Pérez Jr.      | Axel Coronado         | Peugeot 208 Rally4       | 1:57:13.7 | +6:14.8    | 15      |
| 7.                       | Victor Hansen        | Ditte Kammersgaard    | Peugeot 208 Rally4       | 1:57:16.5 | +6:17.6    | 13      |
| 8.                       | Keelan Grogan        | Ayrton Sherlock       | Peugeot 208 Rally4       | 1:59:19.6 | +8:20.7    | 11      |
| 9.                       | Francesco Dei Ceci   | Nicolò Lazzarini      | Peugeot 208 Rally4       | 2:02:54.6 | +11:55.7   | 9       |
| 10.                      | Simon Andersson      | Jörgen Jönsson        | Opel Corsa Rally4        | 2:10:09.2 | +19:10.3   | 7       |
| 11.                      | Artur Luca           | Vlad Colceriu         | Renault Clio Rally5      | 2:13:50.0 | +22:51.1   | 5       |
| 12.                      | Leevi Lassila        | Antti Linnaketo       | Opel Corsa Rally4        | 2:33:23.3 | +42:24.4   | 4       |
| Fuente: ewrc-results.com |                      |                       |                          |           |            |         |